# Anchor River
Der Anchor River ist ein etwa 69 Kilometer langer Zufluss des Cook Inlet auf der Kenai-Halbinsel im Süden des US-Bundesstaats Alaska.

## Flusslauf
Der Anchor River entspringt 25 km nordöstlich von Homer sowie knapp 5 km vom Nordwestufer der Kachemak Bay entfernt auf einer Höhe von etwa 400 m. Der Anchor River fließt anfangs nach Westen, später nach Südwesten und in Richtung Westsüdwest. 10 km nordwestlich von Homer erreicht der Fluss den Sterling Highway. Ab dieser Stelle verläuft er entlang der Fernstraße in nordwestlicher Richtung nach Anchor Point, wo er schließlich ins Meer mündet.

## Hydrologie
Der Anchor River entwässert ein Areal von etwa 580 km². Am Abflusspegel 4,6 km oberhalb der Mündung betrug der mittlere Abfluss (MQ) für die Jahre 1953–1966 8,46 m³/s. Die größten mittleren monatlichen Abflüsse traten im Mai mit 25,88 m³/s auf.

## Flussfauna
Im Anchor River kommen u. a. folgende Fischarten vor: Königslachs, Silberlachs, Buckellachs, Steelhead-Forelle (anadrome Form der Regenbogenforelle) und Dolly-Varden-Forelle.